# Natalia Aispurúa
Natalia Aispurúa (ur. 20 grudnia 1991) – argentyńska siatkarka, reprezentantka kraju, grająca na pozycji środkowej. Od sezonu 2017/2018 występuje we francuskiej drużynie Evreux VB.

## Sukcesy klubowe
Klubowe Mistrzostwa Ameryki Południowej:
- 2012
- 2009, 2014

Mistrzostwo Argentyny:
- 2015

## Sukcesy reprezentacyjne
Puchar Panamerykański U-23:
- 2012

Puchar Panamerykański:
- 2013

Mistrzostwa Ameryki Południowej:
- 2013

## Nagrody indywidualne
- 2015: Najlepsza środkowa Mistrzostw Ameryki Południowej
- 2017: Najlepsza środkowa Pucharu Panamerykańskiego